# Atys caribaeus
Atys caribaeus is een slakkensoort uit de familie van de Haminoeidae. De wetenschappelijke naam van de soort werd in 1841 voor het eerst geldig gepubliceerd door Alcide d'Orbigny.